# عشب البحر
عشب البحر أو لاميناريات (الاسم العلمي: Laminariales) هي رتبة من الطلائعيات تتبع طائفة طحالب بنية من صف فوقستيا.

## فصائل
- اللامينارية